# .222 Remington Magnum
.222 Remington Magnum набій, який нетривалий час випускали для комерційного використання і розробили на базі набою .222 Remington. Набій спочатку розробляли для прототипу військової гвинтівки Armalite AR-15 в 1958 році. Військові не прийняли на озброєння набій, але його представили для використання в спортивних гвинтівках.

## Розробка

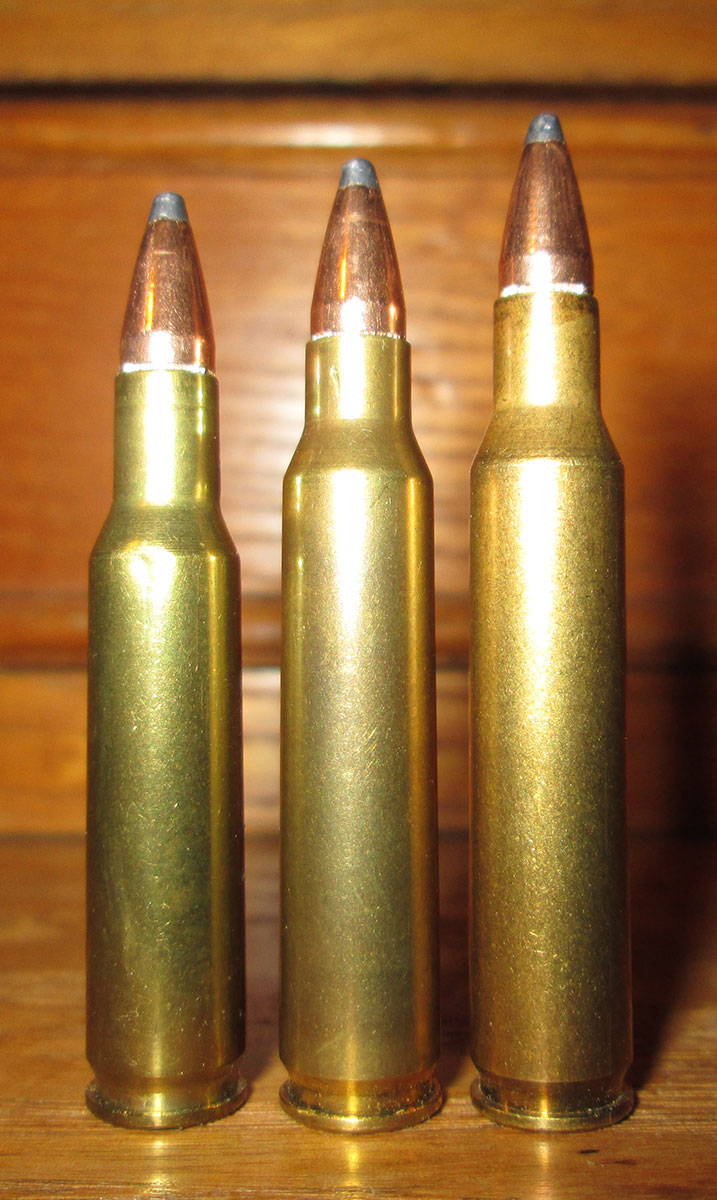
Зліва направо: .222 Remington, .223 Remington та .222 Remington Magnum

Набій .222 Remington Magnum було створено шляхом подовження гільзи та укорочення дульця високоточного та дуже популярного набою .222 Remington, який домінував у вармінтингу та стрільбі зі станка протягом 1950-х років. Місткість гільзи приблизно на 20% більше, ніж у .222 Remington, що забезпечує помірно більшу дульну швидкість. Набій .222 Remington Magnum став основою для німецького спортивного набою 5.6×50 мм Magnum.

## Історія
Протягом кінця 1950-х років компанія ArmaLite та інші розробники вогнепальної зброї в США почали власні досліди гвинтівки Small Caliber/High Velocity (SCHV) під комерційний набій .222 Remington. Коли стало зрозуміло, що об'єму гільзи недостатньо для досягнення швидкості і пробивної сили за вимогами Командування континентальної армії США (CONARC), ArmaLite об'єдналася з компанією Ремінгтон для створення схожого набою з довшою гільзою і коротшим дульцем. Так з'явився набій .222 Special. В той самий час Ерл Гарві зі, Спрингфілдського арсеналу доручив Ремінгтону створити навіть довшу гільзу для набою, тоді відомого як .224 Springfield. Спрингфілдський арсенал змушений був покинути змагання CONARC, а тому набій .224 Springfield з'явився в 1958 році в якості  комерційного спортивного набою відомий як .222 Remington Magnum. Щоб уникнути плутанини серед усіх набоїв калібру .222, в 1959 році набій .222 Special було перейменовано на .223 Remington. Навесні 1962 компанія Ремінгтон представила специфікації набою .223 Remington для Інституту виробників спортивної зброї та боєприпасів (SAAMI). З прийняттям на озброєння військовими США штурмової гвинтівки M16 в 1963 році, набій .223 Remington у дещо похідній формі було стандартизовано як 5.56×45 мм НАТО. Як комерційний спортивний набій .223 Remington було представлено в 1964 році.

## Застарілість
Набій .223 Remington має коротше дульце, плече зміщено дещо назад у порівнянні з набоєм .222 Remington Magnum. Об'єм гільзи приблизно на 5% менший ніж у .222 Remington Magnum, але заряд має дещо більший тиск, тому у обох цих набоїв однакова балістика. Як і будь-який масовий військовий набій він гарантовано має успіх на комерційному ринку, продажі набою .223 Remington були досить добрими, а тому набій .222 Remington Magnum досить швидко зник. В Європі набої випускає SAKO, а деякі виробники зброї пропонують зброю під цей набій. В США компанія Ремінгтон багато років пропонує кілька цільових і мисливських гвинтівок під набій .222 Remington Magnum, але зараз випуском зброї під набій .222 Remington Magnum займається лише компанія Cooper Firearms з Монтани. Багато стрільців самі споряджають набої .222 Magnum, використовуючи компоненти доступні для інших популярних набоїв центрального запалення .22 калібру. 
Гільза набою .222 Remington Magnum стала похідної для нової розробки представленої в 2004 році, набою .204 Ruger. Набій .204 Ruger створено на базі гільзи .222 Remington Magnum з обтисненням дульця для утримання кулі .20 калібру (5 мм).